# Günther Ramin

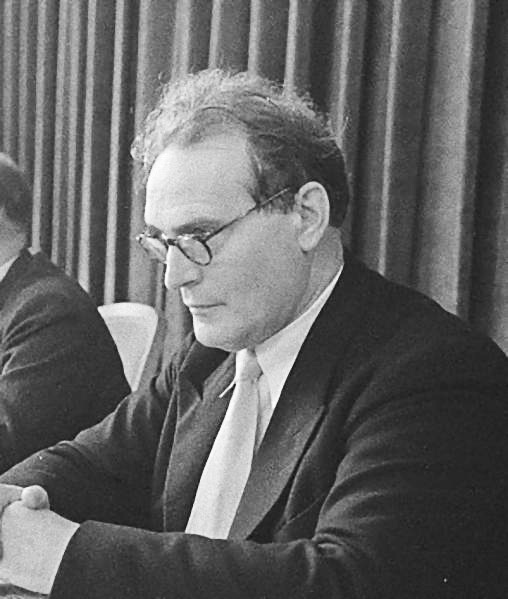
Günther Ramin nel 1950

Günther Werner Hans Ramin (Karlsruhe, 15 ottobre 1898 – Lipsia, 27 febbraio 1956) è stato un organista, direttore d'orchestra, compositore e pedagogo tedesco.

## Carriera
Ramin, figlio di un pastore, è nato a Karlsruhe, in Germania. All'età di 12 anni fu accettato nel famoso Thomanerchor della Thomaskirche di Lipsia dall'allora cantore Gustav Schreck. All'epoca Karl Straube, organista, direttore d'orchestra, editore e sostenitore della musica di Max Reger, era assistente di Schreck e notò le capacità di Ramin come organista e compositore. Più tardi, quando Straube assunse la direzione del cantorato alla Thomaskirche, Ramin divenne il suo assistente, sostituendolo come maestro di coro e direttore.

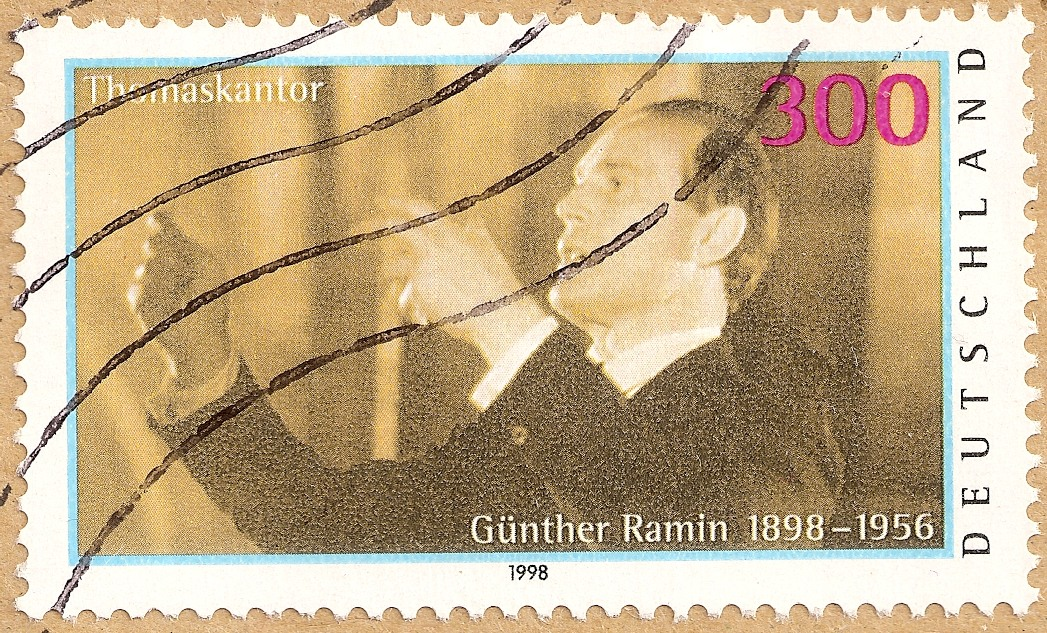
Francobollo commemorativo da 300 Marchi dedicatogli nel 1998

Durante la prima guerra mondiale, Ramin fu arruolato nel servizio militare; riuscì tuttavia a completare gli esami al Conservatorio di Lipsia con lode nel gennaio 1917 e il 30 maggio 1918 Straube poté scrivergli in prima pagina che era stato scelto come organista della Thomaskirche. Ramin tornò dalla guerra e assunse questo incarico, che mantenne per ventidue anni fino allo scoppio della seconda guerra mondiale.
Ramin ha costruito una carriera di successo come organista di concerti. Tuttavia, negli anni Trenta, si dedicò sempre più alla direzione d'orchestra. Nel 1923 assunse la direzione del Lehrergesangsverein di Lipsia e lavorò regolarmente con il coro del Gewandhaus. Nel 1935 divenne direttore del Coro Filarmonico di Berlino. Fu organista al raduno di Norimberga del 1936, suonando su un organo appositamente costruito, il più grande della Germania all'epoca. Inoltre fu attivo anche come insegnante di organo. Tra i suoi studenti più importanti c'erano Christoph Albrecht, Karl Richter, Diethard Hellmann, Hanns-Martin Schneidt e Helmut Walcha.
Il giorno di capodanno del 1940, Ramin fu nominato cantore del Thomanerchor presso la Thomaskirche, succedendo a Karl Straube, incarico che mantenne fino alla sua morte. Dopo questo incarico, Ramin si dedicò all'esecuzione delle opere corali di Johann Sebastian Bach, guadagnando per sé e per il coro fama internazionale attraverso due tournée di concerti nell'Unione Sovietica (1954) e Sud America (1955).
L'anno successivo a quest'ultima tournée, nel 1956, Ramin subì un'improvvisa emorragia cerebrale e morì il 27 febbraio.

## Le registrazioni
Alcune delle registrazioni di Ramin sono state ripubblicate su compact disc. Degna di nota tra queste è la sua versione molto ammirata (sebbene severamente ridotta) del 1941 della Passione secondo Matteo di Johann Sebastian Bach, che include come solisti Karl Erb, Tiana Lemnitz e Gerhard Hüsch.